# Slavnost Nejsvětější Trojice
Slavnost Nejsvětější Trojice je v západním liturgickém kalendáři první neděle po Letnicích. Obsahem tohoto svátku je jedna z ústředních křesťanských nauk, totiž nauka o Nejsvětější Trojici, víra, že Bůh existuje ve společenství tří osob – Otce, Syna a Ducha svatého.

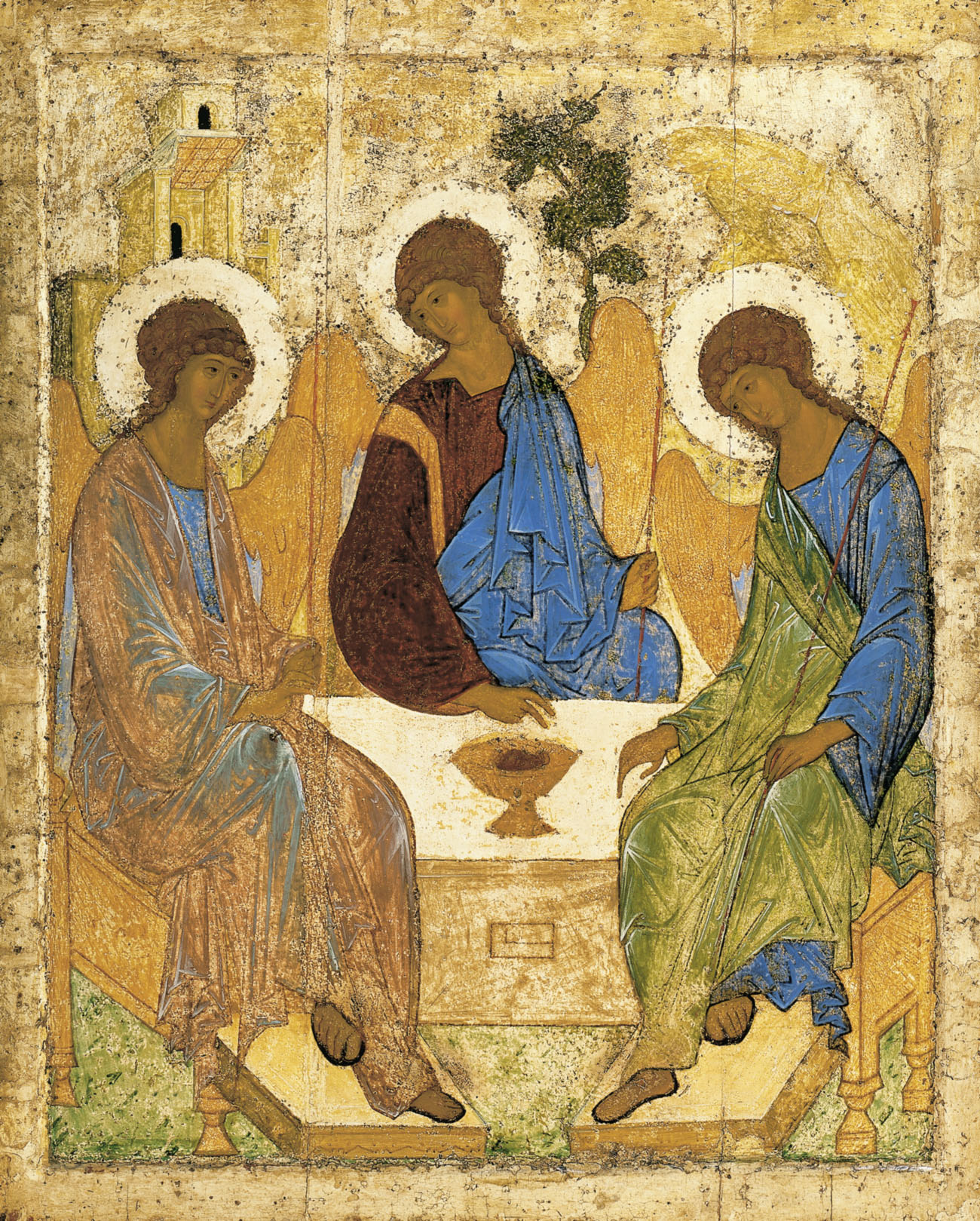
Ikona Andreje Rubleva Andělé v Mamre (kolem 1410), nejznámější symbolické vyjádření Nejsvětější Trojice

Tato neděle také označuje začátek druhé části liturgického mezidobí, které začíná po Vánocích a je přerušeno velikonočním cyklem; pro toto období je typická zelená liturgická barva. Pravoslaví považuje za oslavu Trojice již samotné Letnice, ostatní církve s liturgickou tradicí – anglikáni, luteráni a metodisté – slaví neděli Nejsvětější Trojice taktéž.
V římskokatolické církvi označoval tento den před liturgickou reformou Druhého vatikánského koncilu konec třítýdenního období, v němž nebylo možné oddávat. Čtvrtek po této neděli se slaví slavnost Těla a Krve Páně (lidově Božího Těla), která se někdy z praktických důvodů překládá na následující neděli.